# Christoph Bernhard
Christoph Bernhard (Kolberg, 1 januari 1628 - Dresden, 14 november 1692) was een Duitse barokcomponist, zanger (alt) en muziektheoreticus. Bernhard was van 1648 tot 1664 en opnieuw vanaf 1674 werkzaam bij de hofkapel in Dresden. In de tien tussenliggende jaren maakte hij deel uit van het bloeiende Hamburgse muziekleven en werkte hier onder andere nauw samen met de componist Matthias Weckmann.

## Levensloop
Bernhard werd geboren in Kolberg, het tegenwoordige Kołobrzeg in Polen. Zijn vader was waarschijnlijk een verarmde schipper. Bernhard volgde muziekles in Danzig, wellicht bij Kaspar Förster sr. en Paul Siefert. Hierna studeerde hij in Warschau, waar Marco Scacchi waarschijnlijk zijn leermeester was.

### Eerste periode in Dresden
In 1648 kwam Bernhard als zanger terecht bij de hofkapel van Dresden. Hij kreeg hier in augustus 1649 een officieel contract. Bij de hofkapel werd hij muzikaal verder gevormd door de componist Heinrich Schütz.
Tijdens een huwelijksfeest in Gottorf leerde Bernhard de Italiaanse zanger Agostino Fontana kennen, die toen kapelmeester was aan het hof van de Deense koning Christaan IV. Bernard ging mee naar Kopenhagen om daar een jaar lang les te krijgen van Fontana. 
In 1655 werd Bernhard in Dresden benoemd tot vicekapelmeester. In deze periode nam de invloed van Italiaanse musici toe, met dank aan de in 1656 aangetreden keurvorst Johann Georg II. Op kosten van de keurvorst reisde Bernhard twee maal naar Italië om zich verder te bekwamen in de Italiaanse muziek; hij kreeg hier onder andere les van Giacomo Carissimi.
Bernhard huwde op 28 oktober 1659 met Christina Barbara Weber en kreeg met haar drie zonen en een dochter.

### Hamburg
In 1663 kwam het cantoraat van de Hamburgse Jacobikerk vrij na het wegvallen van Thomas Selle. Bernhard besloot hierop te reageren, vermoedelijk vanwege de spanningen die heersten aan de Dresdener hofkapel tussen de Duitse en Italiaanse musici. Hij was overigens niet de enige die zich voor de functie in Hamburg kandidaat had gesteld: er waren nog zes concurrenten. Bij de stemming won Bernhard uiteindelijk met één stem verschil van zijn concurrent Werner Fabricius en op 9 februari 1664 werd Bernhard officieel geïnstalleerd. De stad regelde intussen de inrichting van zijn nieuwe woonplek; als dank hiervoor zou Bernhard in 1665 zijn Geistlicher Harmonien aan de stadsraad opdragen.
In Hamburg was Bernhard verantwoordelijk voor de muziek in de vier hoofdkerken. Hij dirigeerde in deze kerken volgens een roterend schema tijdens de vespers op zaterdagavond en de diensten op zondagmorgen. Hiervoor stonden acht stadsmuzikanten, acht tot tien zangers en een koor tot zijn beschikking.
Naast zijn officiële functies was Bernhard ook actief bij andere muziekuitvoeringen. Zo was hij betrokken bij het in 1660 door componist Matthias Weckmann opgerichte Collegium musicum. Ook in zijn eigen woning werden muziekbijeenkomsten gehouden. Er bestonden verder contacten met collega's als Dietrich Buxtehude, die Bernhards Prudentia Prudentiana (1669) als voorbeeld zou gebruiken voor een eigen compositie.
Heinrich Schütz verzocht Bernhard in 1670 om een motet te schrijven voor zijn begrafenis. Toen Schütz twee jaar later overleed, werd dit motet inderdaad uitgevoerd tijdens de begrafenis. De compositie zelf is verloren gegaan.

### Tweede periode in Dresden
In 1674 keerde Bernhard op verzoek van keurvorst Johan Georg terug naar Dresden. Hij nam hier de opleiding van diens twee kleinzonen op zich en werd benoemd tot vicekapelmeester. In 1676 hield hij zich bezig met de nieuwe versie van de Dresdener hymne.
In 1680 werd Johann Georg III de nieuwe keurvorst en hij besloot te bezuinigen op de uitgaven voor de hofmuziek. De Italiaanse musici verdwenen en uiteindelijk was Bernhard zonder enige verdere ondersteuning kapelmeester en beheerde hij de muziekbibliotheek.  
In 1685 kocht hij een wijngoed met een woonhuis nabij Dresden aan. Hij breidde dit goed in 1686 uit met de taverne Zum weißer Hirsch.

## Werken

### Geschriften
Bernhard was niet alleen componist en musicus, maar hij schreef ook traktaten over muziekleer. Het Tractatus compositionis augmentatus zal hij kort na zijn reis naar Rome in 1657 hebben geschreven en behandelt onder andere de muziekindeling in drie stijlsoorten. Ook de fuga en contrapunctie komen aan bod. In zijn verhandeling Ausführlicher Bericht vom Gebrauche der Con- und Dissonantien heeft hij de stijlsoorten uit de Tractatus opnieuw besproken.
Tot slot heeft hij tijdens zijn eerste periode in Dresden de verhandeling Von der Singe-Kunst, oder Maniera geschreven. Dit werk bespreekt de zangkunst, waarbij hij zijn studietijd in Kopenhagen en zijn leiding aan de koorknapen in Dresden als inspiratie heeft gebruikt.

### Muziek
Bernhards muziek betreft vooral religieuze vocale muziek, zoals missen, motetten en cantaten. Van de bewaard gebleven manuscripten zijn de meeste opgenomen in de muziekcollectie van Gustaf Düben te Stockholm. Slechts één bundel is daadwerkelijk tijdens Bernhards leven zelf uitgeven: Geistlicher Harmonien, gedrukt in Dresden in 1665. De twintig concerto's in deze bundel heeft hij waarschijnlijk ook in Dresden gecomponeerd. De concerto's zijn voor één tot vier zangstemmen en continuo, eventueel aangevuld met twee violen. De vaak Bijbelse teksten zijn alle geschreven in het Duits.
In hoeverre Bernhard daadwerkelijk een bijdrage leverde aan de Aelbianische Musenlust (1657) is niet duidelijk. Hij wordt in dit muziekboek van Constantin Christian Dedekind - die getrouwd was met Maria Dorothea Weber, de zus van Bernhards echtgenote Christina - genoemd als de schrijver van twee liederen, maar dat hoeft niet per se te wijzen op de muziek: het kan ook zijn dat Bernhard alleen de teksten heeft geschreven.
Hieronder volgt een selectie van zijn composities:
- Geistlicher Harmonien (Dresden, 1665): opgedragen aan de stadsraad van Hamburg.
- Letzter Schwanengesang (1667): geschreven voor de begrafenis van dichter Johann Rist.
- Prudentia Prudentiana (1669).
- Cantabiles mihi erant justificationes tuae (1672): geschreven voor de begrafenis van Heinrich Schütz.
- diverse cantates, een koraalmis en koorwerken.